# Іцпапалотль

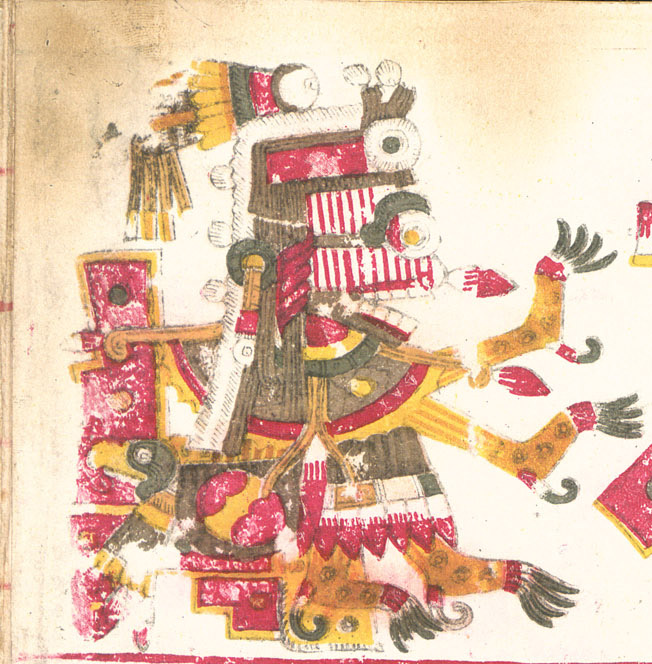

Іцпапалотль (Itzpapalotl) — богиня долі, пов'язана з культом рослин, нічний дух полум'яніючих зірок, символ душ жінок, померлих при пологах, в ацтекській міфології. Ім'я перекладається як «Обсидіановий метелик». Була покровителем дня Коскакуаутіи (Стерв'ятник), 15 трецени (1 Будинок — 13 Орел) священного календаря.

## Опис
Зображувалася в образі чарівної спокусливої жінки або страшної богині з крилами метелика, чи у вигляді метелика з крилами, обсаджених по краях обсидіановими лезами, або у вигляді жінки з крилами метелика і пазурами ягуара на руках і пазурами орла на ногах. Замість язика у неї також був ніж. Носила магічний плащ, що робив її невидимою або перетворюватися на нешкідливого метелика. При зображенні також позначалася метеликом відомими сьогодні як Rothschildia orizaba orizaba з родини Сатурнієві. Також її науалєм (на кого перетворюється) є олень.

## Міфи
Править небесним раєм Тамоанчан (Томоанчан). Це відноситься до священного календаря ацтеків, де трецена, керована цієї богинею, починається з Се Каллі (1 Будинок), каллі (calli-будинок) пов'язаний з прабатьківщиною людства, якою вважали, зокрема і Тамоанчан. Була ціціміме, одним з демонів-зірок, що в майбутньому повинні були знищити людство.
Вона є поєднанням двох важливих месоамериканських символів: метелики-papalote і обсидіану-itztli. Значила метаморфози та переродження ацтекських вояків, обсидіан же був символом крові (війни, жертвоприношень). також вважалася однією з кіуатетео, духом померлої породіллі, що бешкетувала ночами і по особливим дням. Водночас вважалося, що народжений в її день буде мав гарне здоров'я, довге та щасливе життя.
Згідно з міфом, одного разу двоє з Кенцон-Мімішкоа — Шіунель і Міміч, вирушили на полювання, коли перед ними з неба спустилася пара двоголових оленів. Олені перетворилися на жінок, і одна з них переконала Шіунеля випити її крові. Випивши кров, Шіунель ліг із нею, а після з'їв. Тоді інша (це і була Іцпапалотль) спробувала переконати Міміча поїсти, але той розвів багаття і кинувся в нього. Іцпапалотль послідувала було за ним, але з неба впав кактус і перегородив їй шлях. Вона сумно бродила, "розчісуючи волосся і фарбуючи обличчя в білий колір, і оплакувала Міміча. Вогняний бог, почувши голосіння Іцпапалотль, кинув її в багаття, де вона розпалася на п'ять різнобарвних каменів. Мішкоатль підібрав білий, який виявився обсидіановим ножем для жертвоприношень, обв'язав його тканиною і відтоді завжди носив з собою.
За іншим міфом Іцпапалотль полонила і пожерла Кецон-Мімішоа. Мішкоатль закликав духів убитих цих божеств і разом з ними переміг Іцпапалотль, потім спалив її тіло.

## Культ
Спочатку, найімовірніше, була одним з божеств полювання чичимеків. Її культ поширився у народів науа, зокрема алькохуа, тлашкальтеків та ацтеків. Приносили жертви для вмилостення цієї богині: кукурудзяні коржі у вигляді метелика. Часто зображувалася на керамічних урнах.